# Gerard McSorley
Gerard McSorley (Omagh, 1º gennaio 1950) è un attore irlandese.

## Biografia
Attivo dalla fine degli anni settanta, ha lavorato al cinema, televisione e teatro.
Dalla ex moglie Ann Harrison Richie ha avuto tre figli.

## Filmografia parziale

### Cinema
- Angel (1982)
- Taffin (1988)
- Nel nome del padre (1993)
- Tre vedove e un delitto (1994)
- Braveheart - Cuore impavido (1995)
- Niente di personale (1995)
- Un'avventura terribilmente complicata (1995)
- Una scelta d'amore (1996)
- Michael Collins (1996)
- Il bacio del serpente (1997)
- The Boxer (1997)
- The Butcher Boy (1997)
- Il viaggio di Felicia (1999)
- La storia di Agnes Browne (1999)
- Le ceneri di Angela (1999)
- Un perfetto criminale (2000)
- Bloody Sunday (2002)
- Veronica Guerin - Il prezzo del coraggio (2003)
- The Constant Gardener - La cospirazione (2005)
- Blood Creek (2009)
- Robin Hood (2010)
- War Horse (2011)

### Televisione
- S.O.S. Titanic - film TV (1979)
- L'asso della Manica (Bergerac) - serie TV, 1 episodio (1985)
- I Tudors - serie TV, 3 episodi (2009)

## Doppiatori italiani
- Bruno Alessandro in Bloody Sunday, The Constant Gardener - La cospirazione
- Stefano De Sando in Veronica Guerin - Il prezzo del coraggio, Robin Hood
- Manlio De Angelis in Michael Collins (Cathal Brugha)
- Mario Milita in Michael Collins (cappellano della prigione)
- Franco Zucca in The Boxer
- Luca Biagini in Le ceneri di Angela
- Paolo Lombardi in War Horse